# Flabellophora variabilis
Flabellophora variabilis är en svampart som beskrevs av Corner 1987. Flabellophora variabilis ingår i släktet Flabellophora och familjen Polyporaceae.   Inga underarter finns listade i Catalogue of Life.